# Stefan Sternberg
Stefan Sternberg (* 28. April 1984 in Ludwigslust) ist ein deutscher Politiker (SPD). Er war von 2013 bis 2018 Bürgermeister der Stadt Grabow in Mecklenburg-Vorpommern. Seit 2018 ist er Landrat des Landkreises Ludwigslust-Parchim.

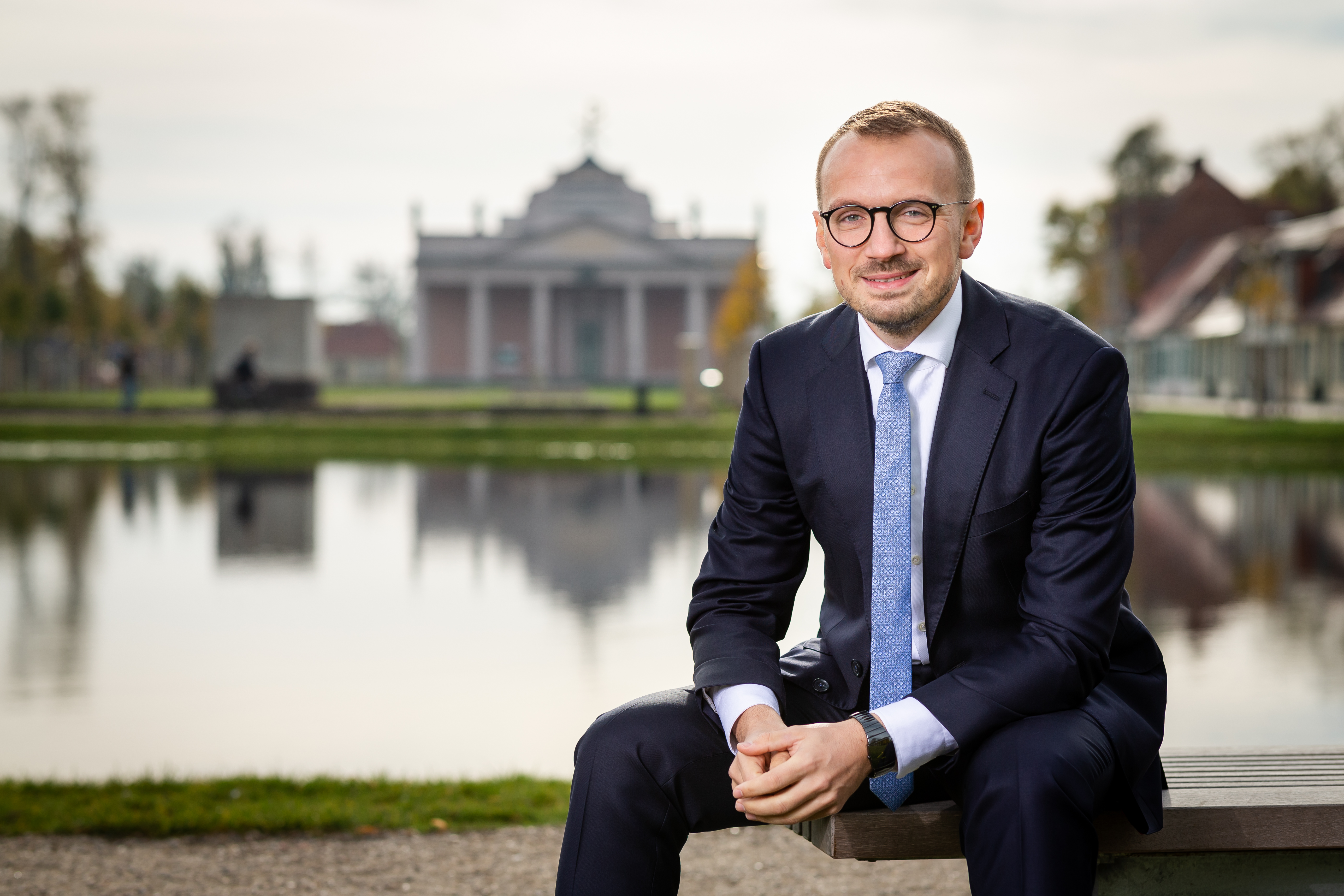
Stefan Sternberg (2018)

## Leben
Sternberg wuchs in Grabow auf und absolvierte dort nach seinem Abschluss an der Realschule „Fritz Reuter“ eine kaufmännische Ausbildung in einem Kaufmannshaus, die er vorzeitig mit Auszeichnung abschloss. Im Anschluss absolvierte er im Rahmen einer Begabtenförderung der IHK zu Schwerin eine Ausbildung zum Handelsfachwirt mit dem Schwerpunkt Personalführung.
Anschließend sammelte er vielfältige Berufserfahrung in verschiedenen Positionen, etwa als Projektmanager und als Referent der Geschäftsleitung der Berufsbildungsstätte Start GmbH, welche dem Landkreis Ludwigslust-Parchim gehörte.
Sternberg ist verheiratet und hat zwei Kinder.

## Partei
Seit 2012 ist Sternberg Mitglied der SPD, seit 2015 Mitglied des Landesvorstandes und seit 2018 stellvertretender Vorsitzender des SPD-Landesverbandes Mecklenburg-Vorpommern und von 2016  bis 2018 war er stellvertretender Vorsitzender des SPD-Kreisverbandes Ludwigslust-Parchim.

## Politische Laufbahn
2002 wurde Sternberg erstmals Mitglied der Stadtvertretung Grabow, als parteiloser für die SPD-Fraktion. In der folgenden Zeit war er Vorsitzender des Ausschusses für Soziales, Kultur und Bildung sowie Stellvertretender Amtsvorsteher des Amtes Grabow. Weiterhin war er als Vertreter des Kreissportbundes Ludwigslust e. V. Mitglied im Jugendhilfeausschuss des damaligen Landkreises Ludwigslust. Seit 2014 war Sternberg aktiv in der Landessportjugend Mecklenburg-Vorpommern; von 2018 bis 2021 war er Vorsitzender der Landessportjugend MV. Des Weiteren ist er Mitglied des Präsidiums des Landessportbundes Mecklenburg-Vorpommern.
2011 wurde er erstmals für die SPD-Fraktion in den Kreistag gewählt. Von da an war Sternberg Vorsitzender des Ausschusses für Bildung, Kultur und Sport. 2013 wurde er hauptamtlicher Bürgermeister der Stadt Grabow. Seit 2018 ist er als Nachfolger von Rolf Christiansen Landrat des Landkreises Ludwigslust-Parchim.
Bereits ein halbes Jahr nach Amtsantritt musste Sternberg am 1. Juli 2019 den Katastrophenfall auslösen. Grund war der größte Waldbrand in der Nachkriegsgeschichte Mecklenburg-Vorpommerns. Auf rund 1000 Hektar brannte der ehemalige Truppenübungsplatz Lübtheen.
Bundeskanzler Scholz berief ihn als einen von zwei Kommunalvertretern aus ganz Deutschland in den Corona-Expertenrat der neuen Bundesregierung.
Im September 2024 nahm er aufgrund seiner Erfahrungen mit Waldbränden an der International Thessaloniki Fair in Griechenland teil. Dort hielt er Vorträge in Bezug auf den Waldbrand von Lübtheen 2019 und die daraus resultierenden Konsequenzen für den Katastrophenschutz.
Bei der Landratswahl am 11. Mai 2025 wurde Stefan Sternberg mit 57,9 % der Stimmen wiedergewählt.

### Handbücher
- Keren-Miriam Adam und Gerd Kropf (Hrsg.): Krisen & Katastrophen: Wie der Landkreis Ludwigslust-Parchim nach dem Waldbrand 2019 seinen Katastrophenschutz neu strukturierte In: Krisenbewältigung und Katastrophenvorsorge – Deutsch-israelische Erfahrungen, Einsichten und Praktiken, Nomos Verlagsgesellschaft, Baden-Baden 2023, S. 214–229, ISBN 978-3-98542-038-4
- Andreas H. Karsten, Stefan Voßschmidt und Uwe Becker (Hrsg.): Bewältigung von Schockereignissen am Beispiel des Waldbrandes bei Lübtheen im Jahr 2019 aus Sicht des Landkreises In: Resilienz und Schockereignisse, W. Kohlhammer GmbH, Stuttgart 2025, S. 51–63, ISBN 978-3-17-043720-3